# Distretto di Serejaka
Il distretto di Serejaka è  un distretto dell'Eritrea nella Regione centrale eritrea (Maekel), con capoluogo Serejaka.